# Malek Shakuhi
Malek Shakuhi   (Síria, 5 d'abril de 1960) és un exfutbolista sirià de la dècada de 1980.
Fou internacional amb la selecció de futbol de Síria.
Pel que fa a clubs, va ser jugador de Hutteen, Al-Jaish, Jableh, Tishreen, Jableh i Qardaha.